# مقاطعة كليفلاند (أركنساس)
مقاطعة كليفلاند (بالإنجليزية: Cleveland County)‏ هي إحدى مقاطعات ولاية أركنساس في الولايات المتحدة الأمريكية.

## أعلام
- هارفي بارنيل